# Mills Blue Rhythm Band
The Mills Blue Rhythm Band fue una big band estadounidense activa durante la década de 1930.

## Historia
La banda fue formada en la ciudad de Nueva York en 1930 por el batería Willie Lynch bajo el nombre de Blue Rhythm Band, y luego operó brevemente como Coconut Grove Orchestra.  Irving Mills se convirtió en su mánager en 1931 y posteriormente asumió el nombre de Mills Blue Rhythm Band. El presentador Jimmy Ferguson (Baron Lee) reemplazó a Lynch. Durante su carrera, el grupo fue conocido por varios nombres como "Blue Rhythm Band", "Blue Ribbon Band", "Blue Rhythm Boys", "The Blue Racketeers", "Earl Jackson's Musical Champions", "Earl Jackson y su orquesta", " Duke Wilson y sus Ten Blackberries", "La Orquesta Real de King Carter", "Mills Music Masters", "Harlem Hot Shots". Acompañó a Louis Armstrong en algunas grabaciones discográficas. 
The Mills Blue Rhythm Band se establecieron como banda residente del The Cotton Club en Harlem. Trabajaron de manera constante durante la década de 1930 como suplentes de la orquesta de Duke Ellington y Cab Calloway, a menudo asumiendo sus compromisos indeseables. Mills también dirigió Ellington y Calloway. Músicos como Edgar Hayes, Eddie Mallory y Dave Nelson lideraron brevemente la banda, hasta que Lucky Millinder asumió el cargo de forma permanente en 1934.
La banda realizó 150 grabaciones para sellos como Brunswick, Columbia, Victor así como para los sellos subsidiarios de ARC (incluidos Oriole, Perfect, Regal, Romeo, Banner, Melotone, Domino), Variety y Vocalion. A pesar de que algunos de sus discos se convirtieron en éxitos y de que la banda tenía en su formación solistas de gran talento, el grupo nunca alcanzó la relevancia de otras bandas contemporáneas. Esto se ha atribuido a la falta de un único líder identificable y la preferencia de Irving Mills de usar a la banda como suplente.
En 1937, el grupo se anunció como Lucky Millinder y su orquesta y se disolvió en 1938. Millinder se unió a la banda de Bill Doggett antes de transformarla en su propia orquesta en 1940.
Irving Mills utilizó el nombre de Mills Blue Rhythm Band para dos sesiones de grabación en 1947 bajo la dirección de Van Alexander. El único miembro original de la banda que actuó en estas sesiones fue el trompetista Charlie Shavers.

## Miembros
- Red Allen - trompeta
- Hayes Alvis – contrabajo
- Ed Anderson - trompeta
- Harold Arnold - saxofón tenor
- Buster Bailey – clarinete
- Danny Barker - guitarra
- Alfred Cobbs - trombón
- Carroll Dickerson – violín
- Harry "Sweets" Edison - trompeta
- Joe Garland - saxofón tenor, arreglos
- Édgar Hayes – piano
- Shelton Hemphill - trompeta
- JC Higginbotham – trombón
- Alex Hill : piano
- Charlie Holmes : saxofón alto
- Benny James – guitarra
- Elmer James – bajo
- Wardell Jones - trompeta
- Billy Kyle : piano
- Barón Lee (Jimmy Ferguson)
- Lawrence Lucie – guitarra
- Willie Lynch – batería
- Bingie Madison - clarinete, saxo tenor
- Eddie Mallory - trompeta
- Castor McCord - saxofón
- Ted McCord - saxofón
- Gene Mikell - clarinete, saxofón alto
- Lucky Millinder - líder de la banda
- Frankie Newton - trompeta
- Lester Nichols - batería
- Wilbur de Paris - trombón
- Charlie Shavers - trompeta
- Tab Smith - saxofón alto
- O'Neil Spencer - batería
- Carl Warwick - trompeta
- George Washington - trombón
- Crawford Wethington – clarinete – saxofón alto – saxofón barítono
- Harry White - trombón
- Ben Williams - saxofón tenor
- Eddie Williams - saxofón tenor
- John Williams - contrabajo[6][7]